# Girls Talk Boys
Girls Talk Boys è un singolo del gruppo musicale australiano 5 Seconds of Summer, estratto dalla colonna sonora del film Ghostbusters e pubblicato il 15 luglio 2016.
Il brano è stato scritto da John Ryan, Teddy Geiger, Ammar Malik e Ricky Reed e prodotto da quest'ultimo.

## Tracce
1. Girls Talk Boys – 3:36